# Idaea indeprensa
Idaea indeprensa là một loài bướm đêm trong họ Geometridae.